# 普通列車
普通列車是日本鐵路系統中，其中一種旅客列車類別。一般來說，乘客只需支付車費只可乘車，列車並會在各個車站停靠。在一些鐵路公司會以「各站停車」來稱呼普通列車。
在日本國有鐵道（國鐵）和其後身JR的旅客營業規則中，普通列車是指急行列車与特別急行列車以外的列車。當中快速列車是也普通列車的一種。在市面上的時間表，會以一般字體表示該列車為普通列車。
除非另有說明，本條目重點介紹日本的普通列車。

## 概要
在各站停車的列車類別中，除了「普通列車」外，還有「各站停車」這個類別。一般情況下，在同一路線或鐵路公司中，會統一使用其中一個類別，但是也有鐵路公司使用兩種列車類別。使用兩種類別的例子，包括在複複線中，急行線和緩行線（或者電車線與列車線），列車停靠所有設有旅客月台的車站。在西武鐵道中，便設有「普通」和「各站停車（各停）」的正式列車類別。

### 日本國鐵、JR
普通列車基本上是指各站停車的列車（但是部分車站會通過）。
在車費和費用方面。在旅客營業規則上指出，不是「急行列車」的列車便是「普通列車」。這個列車中，「車票（包含回數票和定期票）以外，不需要特急費用或急行費用便可乘車的旅客列車」。因此快速列車也是普通列車的一種，在一些免費通票中，可看見「普通列車（包括快速）」這個條款。在JR列車中，包含快速列車在內，如果乘坐該普通列車中普通車廂之自由席的話，乘客只需持有車票（包含回數票或定期票）便可乘坐。對於一些全車座位指定列車，或Home Liner等需要額外持有座位指定票、座席整理票（Liner票）之列車，乘客需要額外持有相關車票與一般乘車票（包含回數票或定期票）才可乘坐。

### 私鐵
普通列車基本上是指各站停車的列車（但是部分車站會通過）。在鐵路公司與國鐵、JR一樣，設有不需要額外費用的速達列車（相當於快速列車），一般來說，私鐵線輕常見優等列車。但是，需不需要免去持有額外車票才乘坐優等列車視乎不同鐵路公司。但是，觀光列車、或者需要座位指定票或乘車整理票等特別費用之普通列車中，這些列車除了停靠主要車站外均通過其他車站。這款列車媲美JR的急行列車或特急列車。

## 通過車站

### 複複線（沒有月台的場合）
在複複線區間中，緩行線在所有車站均設置月台，相對地急行線（快速線）只於少數車站設置月台，因此在急行線行走的普通列車，相對地通過了急行線沒有月台的車站，而這些車站緩行線則會停靠。

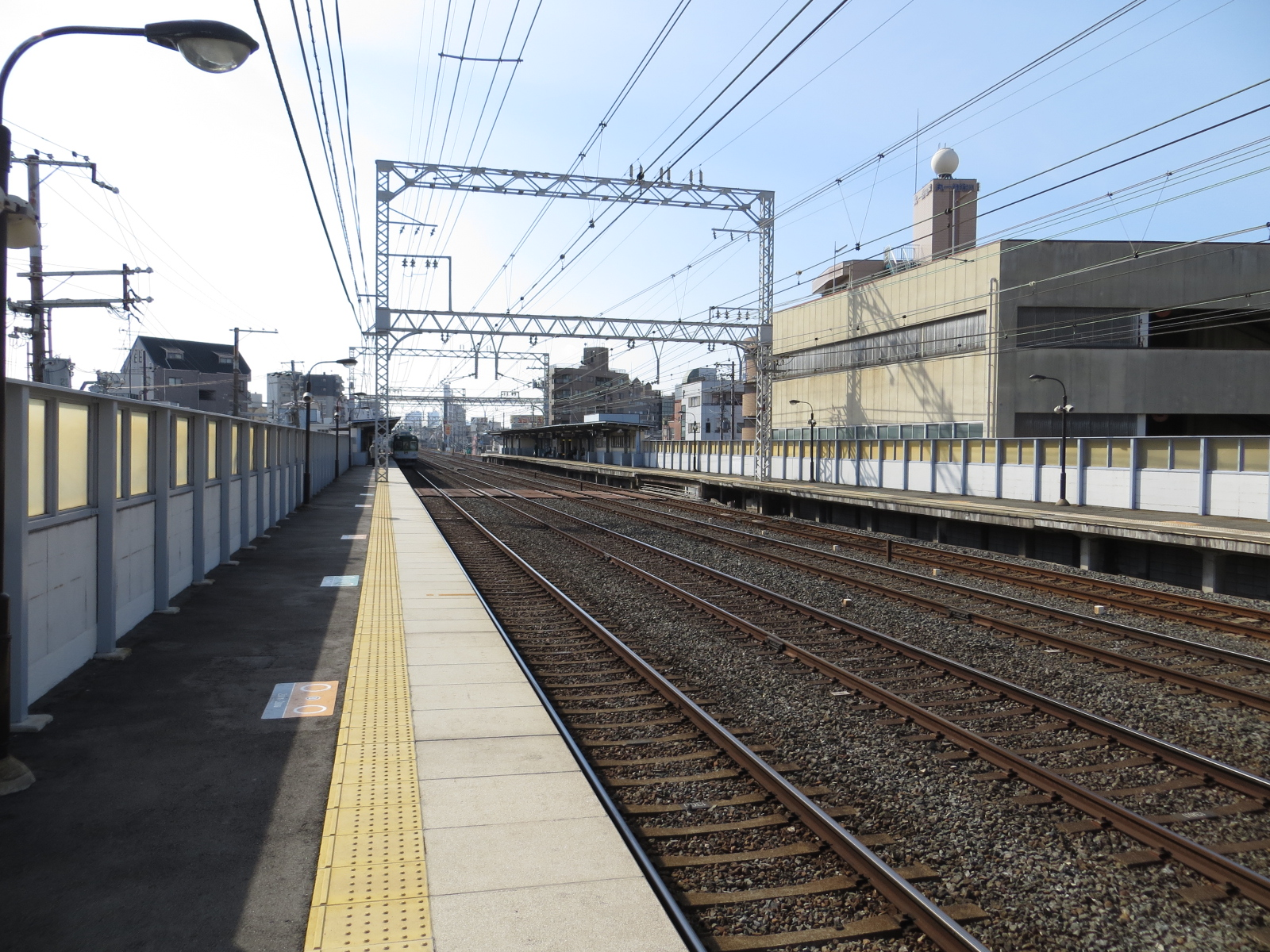
圖中的車站只於外側設有月台，外側的路軌是緩行線，內側的路軌是急行線，但是在急行線行走的普通列車不會停靠此站。

- 東海道本線、東北本線的大船站 - 東京站 - 大宮站之間，山手線的品川站 - 田端站之間、常磐線的北千住站 - 取手站之間。
  - 在東北本線（宇都宮線）、高崎線的埼玉新都心站中，上野、東京方向（上野東京線）的普通列車會停靠該站，但是湘南新宿線的普通列車則會通過。這是由於湘南新宿線列車行走的路軌是東北貨物線，該線上沒有設置月台[注 5]。在2013年3月15日前，浦和站也是同樣的理由而通過該站，後來隨著高架化之際設置了月台。

- 京王線的新宿站至笹塚站之間。在京王新線啟用之際，由於京王線（本線／舊線）的初台站和幡谷站廢除，兩站改由只有新線的列車停靠（包括普通列車與急行列車等）。在京王線（本線／舊線）的普通列車（各站停車）通過上述兩站。

- 在東急電鐵的二子玉川站至溝之口站之間，田園都市線和大井町線並行。在上述區間中，途中的二子新地站和高津站只有大井町線專用月台，因此基本上只有田園都市線的普通列車（各站停車）停靠，大井町線部分各站停車列車（類別表示為藍色的列車）在途經上述區間時會行走田園都市線的路軌，並且停靠兩站。

- 東京地下鐵的表參道站至青山一丁目站之間，銀座線和半藏門線並行。途中設有一座外苑前站，銀座線的列車停靠該站，半藏門線的列車（包含普通列車和各站停車）則通過該站。在2008年6月13日前，小竹向原站至池袋站之間區間中，有樂町線新線（現時：副都心線）的普通列車（各站停車）通過中途的千川站和要町站，而有樂町線本線則停靠上述兩站。在翌日14日，兩站加設副都心線月台後，副都心線也停靠上述兩站。

- JR東海的名古屋站至金山站之間，東海道本線和中央本線並行。途中設有一座尾頭橋站，該站沒有中央本線月台，因此只有東海道本線的列車停站。

- JR西日本的福知山線（JR寶塚線）普通列車於早上時段設有班次以大阪站作為到發站。在大阪站至尼崎站之間，於外側線行走的列車會通過塚本站（該站設置了安全柵欄）。由於尼崎站連接福知山線的路軌中，只可連接外側線，因此在福知山線的列車中，於大阪站至尼崎站之間區間只可於外側線行走，使這些列車全部通過塚本站。後來隨著JR東西線啟用與配線改善工程，內側線也可連接福知山線，現時JR京都線直通福知山線的列車多數停靠塚本站。

- 在阪急電鐵京都本線（寶塚本線的急行線）的所有列車（包括普通列車）均通過中津站。在1959年（昭和34年）3月，梅田站至十三站之間進行六線化（複複複線）工程，京都本線的路軌沒有空間設置中津站月台。在此以前，京都本線會駛進寶塚本線的路軌，由於駛入該線的列車多數是特急和急行列車，因此通過中津站（除外部分早上或深夜列車外，普通列車會在十三站或天神橋站折返）[6][7]。

- 南海電氣鐵道難波站至岸里玉出站之間，南海本線和高野線並行。在中途的今宮戎站和萩之茶屋站中，沒有南海本線月台，只有高野線的月台，因此只有高野線的列車停靠。因此南海本線和高野線的「普通列車」相異，南海本線會稱為「普通（普通車）」。高野線會稱為「各站停車」以作區別。但是兩站的所屬路線是南海本線，曾經設有兩站停車的南海本線各站停車，以及兩站通過的高野線普通列車。

### 共用區間（路軌上設有月台，但是普通列車通過的情況）
多條路線共用同一路軌，但是只有特定路線的列車停靠，其餘路線的列車則為通過。但是由於路線相異，因此這些車站不能視為兩線的轉車站。

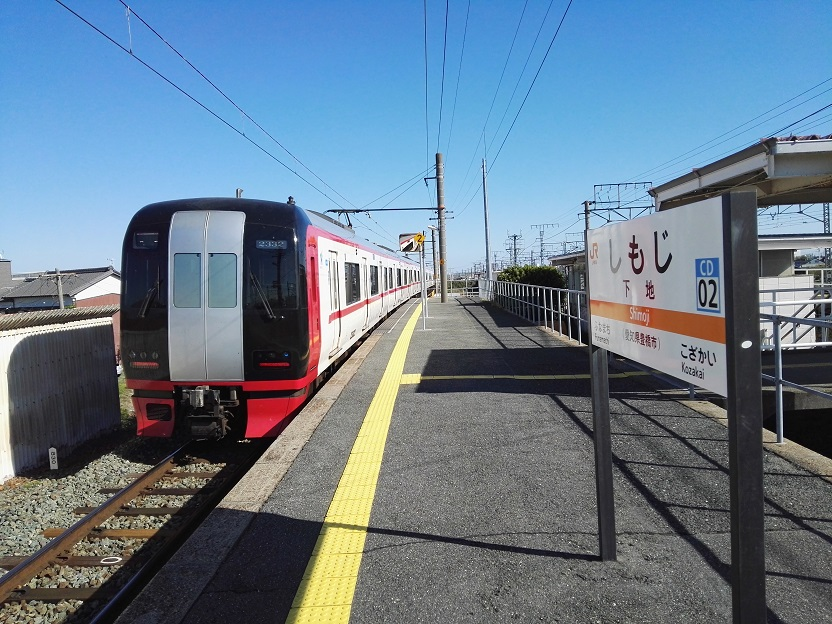
飯田線下地站是位於JR和名鐵共用區間內。月台上停靠的列車只有JR飯田線列車，但是在相片上可拍攝所有名鐵列車通過此站的情況。

- 北總鐵道北總線和京成成田機場線共用部分路段（京成高砂站至印旛日本醫大站之間）。在這個區間中，除了東松戶站、新鎌谷站和千葉新城中央站外，其餘中途站只有北總鐵道的列車停靠。而京成的列車（Skyliner和Access特急）則通過。

- 飯田線和名鐵名古屋本線共用部分路段（豐橋站至平井號誌站之間）。在這個區間中設有下地站和船町站。由於兩站為JR東海的車站，所有名鐵的列車會通過上述兩站。當然由於兩間鐵路公司相異，車費制度也有所不同。在日間，上述兩站只有於豐川站到發的普通列車停靠。此外，與飯田線並行的東海道本線中，由於沒有設置月台，因此所有列車均通過兩站。

過去事例
- 大阪環狀線新今宮站在1964年(昭和39年)啟用當初，大阪環狀線的電動列車和關西本線的列車（柴油列車）均會駛經該站，但是只有大阪環狀線的電動列車停靠，關西本線的列車（柴油列車）則通過。在1968年（昭和43年）複複線化後，設置了關西本線專用月台，當時的關西本線列車（柴油列車）還未開始停靠該站。直至1972年（昭和47年），關西本線的列車(柴油動車)才開始停靠該站。在西邊的今宮站方面，在1997年（平成9年）大阪環狀線月台建成前，該站為關西本線的單獨車站。在這些經歷下，天王寺站和今宮站的所屬路線是關西本線，兩站之間的新今宮站之所屬路線則屬於大阪環狀線。

### 客量少的車站
在部分路線的普通列車中，也會由於車站客量少而通過部分車站。理由是營運需要而通過（各站停車所需時間的時間較長）。
現在的事例
- 北海道的舊臨時乘降場（室蘭本線小幌、留萌本線北秩父別等）
- 奧羽本線中：
  - 在津輕湯之澤站，於黃昏後部分普通列車通過該站[8]。在2018年度起的冬季期間，所有列車通過[9]。
  - 在糠澤站，日間（早上8時時段後段至下午2時時段前段）列車和從秋田出發前往大館的尾班車通過。
- 在羽越本線中，行走秋田至酒田之間的部分普通列車通過桂根站、折渡站和女鹿站。
- 在北上線的平石站和矢美津站中，於2016年度起的冬季期間，所有列車通過上述兩站[10]。
- 在磐越西線的喜多方站至會津若松站之間，除了5個往返普通列車班次外，其餘普通列車通過中途的堂島站、笈川站、姥堂站和會津豐川站。
- 在高山本線行走於高山站至岐阜站之間的首班與尾班列車中，下呂站至岐阜站之間各站停車，但是高山站至下呂站之間只停靠久久野站、飛驒小坂站和飛驒萩原站。
- 伯備線布原站中只有藝備線直通列車停靠，伯備線的普通列車也會停靠該站，但不是上落客。
- 在2014年3月15日時間表修正中，JR四國鳴門線開設不停中途站的普通列車班次[11]。截至2018年1月25日，平日早上設有一班從鳴門出發前往池谷的列車[12]。
- 在土讚線坪尻站和新改站中，由於站內配線關係，部分普通列車通過上述兩站。
- 部分普通列車通過JR九州日豐本線龍水站。此外，使用415系行走的班次會在該站運輸停車（停靠但不上落客）。篠栗線九郎原站也有部分普通列車通過。
- 青森鐵道線中，從青森出發前往八戶的首班車通過西平內和千曳兩站[13][14][注 6]。
- 在津輕鐵道線中，部分列車通過毘沙門、川倉和深鄉田各站。另外從津輕中里出發前往津輕五所川原的尾班車中，除了通過上述3站，還通過五農校前站和十川站[16]。
- 在弘南鐵道弘南線稻田畫站中，春季至秋季之間，晚上和早上所有列車，以及冬季所有列車[注 7]均通過該站。

過去事例
- 曾經曾經存在的京成本線博物館動物園站、名鐵河和線椋岡站和神戶電鐵有馬線菊水山站（日语：菊水山駅）等，部分普通列車通過該站[18]。神戶電鐵有馬線新有馬站（日语：新有馬駅）中，由於該站被形容為位於無人地帶，在營業時期每日只有1個往返班次停靠，該列車如果沒有事前向乘務員表示需要下車，便會通過該站，就像巴士路線一樣。
- 在東北本線中，
  - 於1960年代的苫米地站中，部分普通列車通過該站[19]。
  - 此外，在國鐵末期至JR時代。從青森出發前往八戶的尾班車會通過千曳和小川原兩站[20]。
- 在津輕線中，從青森出發前往蟹田的下行首班列車通過部分車站[21]。
- 在奧羽本線中，
  - 曾經奧羽本線使用客車行走的普通列車通過上飯島站[注 8]。另外，山形至新庄之間，部分普通列車通過部分車站與北上之山站（現時：茂吉紀念館前站）[23]。
  - 在2012年度至2015年度之間冬季，所有普通列車通過赤岩站[注 9]。在2016年度冬季以後，兩站變成全年通過站[25]。在2021年3月13日實施時間表修正後廢站[26]}}。
- 在羽越本線中，
  - 在1990年代初日間列車通過東酒田站[27]。
  - 在1980年，早上部分下行列車、晚上一班列車和黃昏以後部分上行列車通過北余目站[28]。
- 在國鐵時代，部分普通列車通過信越本線的南高田站和北新井站[29]。
- 在中京圈的東海道本線中，於2006年10月1日時間表修正前。部分普通列車通過部分車站[注 10]。
- 在JR西日本北近畿地區（日语：西日本旅客鉄道福知山支社），於2012年3月17日時間表修正時，設有部分普通列車通過部分車站，後來於翌年時間表修正變更為快速列車[30]。
- 在和歌山線中，和歌山至五條之間非電氣化時代，在該區間的客車列車會通過部分車站[31]。
- 在2018年3月17日時間表修正前，日間半數普通列車通過鹿兒島本線田原坂站。
- 在青森鐵道線中，從八戶出發前往青森的首班列車通過部分無人車站。而該列車在2016年3月26日時間表修正後，變為快速列車[注 11]。另外在2021年3月12日前，從青森出發前往八戶的首班列車通過狩場澤站。
- 在啟用東武鐵道鬼怒川線的東武世界廣場站，當時車站會按照東武世界廣場的開放時間而營業，在其他時段包含普通列車在內的所有列車均通過該站[32]。在2020年6月6日時間表修正中，於開放時間以外的時段也有列車停靠[33]。
- 在1992年6月18日前，部分列車通過東京單軌鐵路羽田機場線的昭和島站[注 12]。
- 養老鐵道養老線的前身近鉄養老線的大外羽站，以及近鐵橿原線的家庭公園前站中，曾經部分時段設有普通列車通過上述兩站[注 13]。

### 駛經其他線區的直通列車
許多北越急行北北線列車會直通至JR東日本的上越線和信越本線內，當中北北線的所有普通列車會通過上越線的石打站和大澤站。此外，部分列車也通過上越國際滑雪場前站（只限冬季）、鹽澤站和信越本線的黑井站。這是由於短編成的一人控制北北線列車無波滿足JR線突如其來的需求而通過這些車站。
在1985年時間表修正前，草津線直通至京都站的客車普通列車會通過東海道本線的瀨田站。但是瀨田站的客量不少，而通過的原因是該站於1969年啟用，在草津站至京都站之間為一座較新車站。

### 特殊例子
在函館本線七飯站至大沼站之間，部分下行普通列車由於需要回避上行列車，因此下行列車會駛經被稱為「藤城支線」的下行列車專用迂回線。藤城支線沒有中途站，而本線中途設有新函館北斗站和仁山站，因此駛經藤城支線的下行列車便會通過上述兩站。

## 沒有普通列車行走的區間
JR各線（新幹線除外）
以下路線區間中，並沒有定期普通列車行走。同時只限設有營業距離的路線（短絡線是沒有營業距離，因此成為例外）。
此外，在一些設有營業距離的路線中，如果根本沒有定期旅客列車行走，或時間表沒有記載之路線（例如貨物線等）則也成為例外。
- 石勝線：新夕張站 - 新得站

該區間沒有普通列車行走，只有特急、急行列車行走。在該處設有特例，乘坐持有一般車票便可乘坐特急、急行列車之自由席。
- 本四備讚線：兒島站 - 宇多津站、坂出站

曾經設有普通列車運走。在2019年3月16日時間表修正後，連接本州和四國的直通列車只剩下快速和特急列車。
- 東海道本線：大垣站 - （新垂井（日语：新垂井駅）） - 關原站之間（下行本線，通稱：新垂井線）

現時，大垣至關原之間行走的定期普通下行列車中，均會駛經垂井站，途經舊·新垂井站的旅客列車只有特急列車。
- 東海道本線支線：新大阪站 - 福島站（通稱梅田貨物線。該區間沒有設定客運之營業距離，只有設定貨運之營業距離。）

駛途該區間的旅客列車中，只有「遙」等特急列車。（在2018年3月17日時間表修正前，深夜下行1班，早上上行1班快速列車會駛經該區間。）
- 常磐線：上野站 - 日暮里站之間（只有快速、特急列車行走。在2004年10月16日修正起，土浦、水戶方向的「普通」列車駛入至「快速」列車。）
- 中央線（東京站至御茶之水站之間只有快速、特別快速和特急列車行走。在2020年3月14日時間表修正前，該處設有各站停車的列車駛經（使用快速專用車輛，並途經總武線的路軌）。）
- 博多南線[注 16]：博多站 - 博多南站
- 上越線：越後湯澤站至Gala湯澤站[37]。

上述2個區間的路線使用新幹線的設備，但是在客運業務被視為在來線。因此乘車時需要另外支付特急費用。
- （參考）七尾線：七尾站 - 和倉溫泉站

在該段區間中，JR西日本是第一種鐵道事業，能登鐵道是第二種鐵道事業，兩公里於該段也設有營業公里。在該區間中，JR西日本只有特急列車行走，能登鐵道只有普通列車行走，因此JR西日本沒有普通列車行走。此外，持有青春18車票的乘客可乘坐能登鐵道的普通列車。
- （過去）海峽線：中小國站 - 木古內站

曾經為津輕海峽線之一部分。在2002年11月30日前，快速「海峽」曾經行走在海峽線內。後來該區間沒有普通列車行走。在2016年3月26日，北海道新幹線開業後，海峽線區間內在來線列車只有貨運列車和團體列車。
民鐵各線
- 東武鐵道伊勢崎線（東武晴空塔線）：押上〈晴空塔前〉站 - 曳舟站

押上站為伊勢崎線直通至東京地下鐵半藏門線、東急電鐵田園都市線必經的車站。在這些直通列車中，只有準急和急行兩類列車種別，由於上述兩種類不需要額外車票，尤如「普通」列車一樣。
- 京成電鐵成田機場線（成田Sky Access）：京成高砂站 - 成田機場站

只有Skyliner和Access特急行走該區間。截至2015年沒有「普通」列車行走。另外，乘客只需持有車票便可乘坐Access特急。
- 京濱急行電鐵久里濱線：京急久里濱站 - 三崎口站

在1999年以後便沒有「普通」列車。只有快特、特急停靠，而上述兩種列車都會在該區間各站停車，乘客只需持有車票便可乘坐上述兩種列車。
- 名古屋鐵道名古屋本線：豐橋站 - 伊奈站

在1991年以後，只有特急·快速特急・急行列車行走。此外，乘客只需持有車票便可乘坐特急、快速特急列車的一般車廂和急行列車。

## 資訊上顯示「普通列車」
在各站停車的列車中，雖然在列車方向幕和發車牌上會顯示「普通」兩字，但是廣播中會稱呼為「各站停車」。在日本大手私鐵中，京成電鐵、東武鐵道、近畿日本鐵道、京阪電氣鐵道、阪急電鐵、阪神電氣鐵道也是有這個情況。
由各間鐵路公司統一了列車類別牌和停車站資訊，因此直通運輸列車到達邊界站會有機會把列車類別進行變更。例如：東京地下鐵有樂町線、副都心線使用「普通」這個類型，而上述兩線直通運輸至西武池袋線、東急東橫線、橫濱高速鐵道港未來線後會變為「各停」這個類型。但是東武東上線仍然使用「普通」。東急大井町線的「各停」列車中，更會分別兩種不同停車站的組合。
在JR東日本中央本線中，立川站至大月站之間設有中央東線的普通列車和中央線快速電車行走。由於下行快速電車會以「各站停車」的方式停靠各站，因此在該區間中會有「普通」和「各站停車」兩個類別。
在JR西日本琵琶湖線、JR京都線和JR神戶線中，各站停車的列車被稱為「普通」，設有通過站的列車被稱為「快速」。一些快速列車在高槻站、京都站 - 野洲站、米原站之間，以及西明石站（只限上行列車，下行列車在明石站起）至加古川站、姬路站之間各站停車，因此上述的快速列車會在該區間被稱為「普通」。但是在車站時間表中，由於整段車程設有通過車站，因此仍然會顯示代表快速列車的橙色。

## 普通列車的愛稱

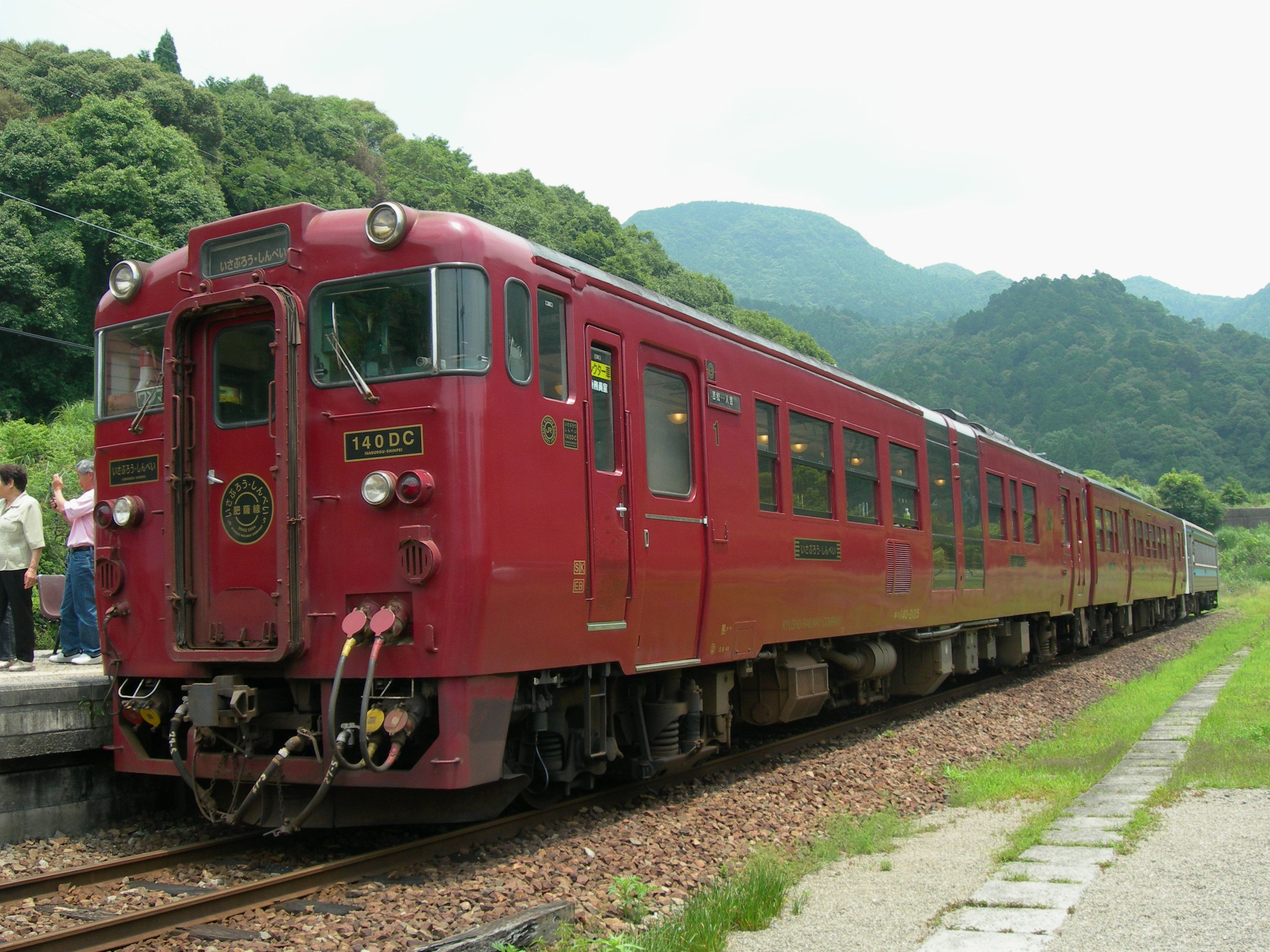
列車愛称を持つ普通列車の例：「いさぶろう・しんぺい」

與特急和急行不同，基本上普通列車沒有列車愛稱。
在國鐵和JR中，為了方便管理指定席售票系統和發售指定席票/寢台票，於1974年（昭和49年）7月起，連結指定席或臥鋪車廂之列車需要加上列車名稱。因此在定期列車中，首先加上愛稱的普通列車分別有「長崎」、「速玉」、「山陰」和「落葉松」。另外，在實行上述措施前，由於上述列車只於沿線地區服務，因此只於這些地區發售指定席票或臥鋪票，並沒有附上列車愛稱，同時以人手發行車票。
在2018年行走的「伊三郎號、新平號」和「機場」，以及臨時列車「月光長良」、「月光信州」也是一些連結指定席車廂之普通列車中附上愛稱的例子。
另外，北陸新幹線在「長野新幹線」時代，用作接駁新幹線列車的列車「妙高」也連結指定席，因此設有列車愛稱。
另一方面，以全車自由席的情況下設有愛稱的普通列車中，包括了「武藏野」、「下總」和「函館Liner」等。

## 夜行普通列車
在日本道路網還未完善時期，以中長距離運輸來說，鐵路成為了主要交通工具。另外在深夜時帶也有一定的客運需求。因此在主要幹線上也有一些夜行普通列車。
此外，一些連接城市之間的列車更會連結臥車行走。在MARS系統中，可發售有關列車的臥鋪票。在1974年，這些列車會加設列車愛稱，包括「長崎」「葉山」「山陰」「落葉松」等。
在夜行普通列車中，部分列車會行走幹線的整個區間，而部分則行走部分區間，後者的用途是為了填補特急、急行和臥鋪列車於末端部分的服務。特別是早上當乘客特快列車並到達該列車通過之車站時，便可轉乘夜行普通列車。
大部分夜行普通列車在國鐵時代已經廢除，在JR化後的夜行普通列車中（JR北海道的午夜等），只有「月光」等夜行快速列車。

## 注腳